# 大安區 (臺北市)
25°1′35″N 121°32′4″E / 25.02639°N 121.53444°E
大安區，得名自境內舊地名「大安庄」，位於臺灣臺北市南部，臺北盆地東南側，境內除東南部丘陵外，皆為平原地形。區內人口約28.5萬人，人口密度每平方公里約2.5萬人，為臺北市人口最多、人口密度最高的行政區，在全臺灣所有三級行政區中人口密度高居第三。南側的大型綠地大安森林公園為其著名景點。

## 歷史
大安名之由來，本於舊地名「大安庄」。

日治時期1898年臺灣堡圖中的大安庄，清楚可見內有半月彎狀的水埤，車罾（一種人力機械式漁撈網）就在一旁（今光信、車層等里）

大安庄的辭源曾有「大安圳說」、「安溪說」、「大灣說」三種說法，但經考證皆有瑕疵而不可信。
目前的考據是「大安庄」雅化自「大灣庄」，因庄內有半月彎狀的水埤而得名，大水埤又稱「灣」、「陂」，位於今日仁愛圓環－安和路－延吉街一帶。
- 1740年：乾隆5年屬淡水海防廳淡水保大灣庄。乾隆25年屬淡水廳淡水保內埔仔、大灣庄。嘉慶年間改隸淡水廳大加蠟堡。[7]
- 1875年：設臺北府，轄二十二街庄，本區屬淡水縣大加蠟堡大安庄（包括十二甲、龍安陂、陂心）、頂下內埔庄、六張犁庄。
- 1895年：日治初期原臺北府改設臺北縣，1901年臺北縣裁撤，改隸臺北廳[7]。
- 1909年：屬臺北廳直轄古亭村區之大加蚋堡大安庄、下內埔庄、六張犁庄及古亭庄小部分。
- 1920年：臺北州及臺北市設立，庄改制為大字。1922年町名改正，古亭庄拆分為町，其中錦町、福住町戰後劃入大安區。大安大字下設堀川町、昭和町、大安區等分區。
- 1946年：戰後上述區域合併為區，因大安庄佔地廣且位於中心，故命名為大安區，下劃27里[7]，區公所設於新生南路一段148號，轄區10.5694平方公里[8]。
- 1948年3月：區公所遷至信義路三段157巷11號（今臺北市政府客家事務委員會址）。
- 1950年：臺灣實施縣市地方自治，區長改為民選。
- 1990年：臺北市行政區重劃，併入了原古亭區羅斯福路以東（古亭町一部分、林口東北角、頂內埔），松山區光復南路以西（車層西半部）；並劃出和平東路三段以東（六張犁東半部）於新成立之信義區，新生南路一段以西（東門町東端）於中正區[9]。
- 1999年：區長改為官派（見直轄市 (中華民國)）
- 1997年：區公所遷至新生南路二段86號（大安區行政中心大樓）。

## 地理

### 位置
大安區面積11.3614平方公里，為臺北市面積第七大區，全區共53個里、1026鄰，均為臺北市數量最多。
- 東界：以光復南路、基隆路、和平東路三段與信義區為界。
- 南界：由東而西分別為軍功山、中埔山(139公尺，可能為本區最高山)、芳蘭山、蟾蜍山與文山區為界。
- 西界：以新生南路、信義路二段、杭州南路、羅斯福路與中正區為界。
- 北界：以市民大道與中山區、松山區為界。

### 人口
根據臺北市大安區戶政事務所統計，2024年底大安區戶數約12萬戶，人口約29萬人，其中人瑞（100歲以上人口）有190人，是臺灣人瑞最多的鄉鎮市區。區內人口最多與最少的里分別是龍淵里與臥龍里，2024年底兩里人口分別為9,685人與2,224人。由於大安區內擁有多個高升學率的學校，有許多學齡人口遷移戶籍越區就讀，但同時也有人口老化的問題，因此非生產人口佔比偏高。2024年底，大安區的人口年齡構成中，有14.41%是0至14歲人口，60.60%是15至64歲人口，25.00%是65歲以上人口，是臺北市青壯年人口佔比最低的行政區。

## 政治

### 歷任區長
| 民選區長時期 |            |            |        |                  |
| 屆           | 上任       | 卸任       | 區長   | 備註             |
| 1            | 1946年2月  | 1946年10月 | 楊朝枝 | 官派             |
| 2            | 1946年10月 | 1951年11月 | 廖水星 | 市民間接選舉產生 |
| 3            | 1951年11月 | 1956年11月 | 廖水星 | 市民選舉產生     |
| 4            | 1956年11月 | 1960年8月  | 廖水星 | 市民選舉產生     |
| 5            | 1960年8月  | 1968年1月  | 蔡永堃 | 官派，於任內過世 |
| 官派區長時期 |            |            |        |                  |
| 1            | 1968年1月  | 1973年5月  | 劉治漢 |                  |
| 2            | 1973年6月  | 1976年7月  | 詹學武 |                  |
| 3            | 1976年7月  | 1982年8月  | 王子平 |                  |
| 4            | 1982年8月  | 1986年2月  | 梁明學 |                  |
| 5            | 1986年2月  | 1987年11月 | 歐文   |                  |
| 6            | 1988年3月  | 1992年7月  | 馬兆宗 | 退休卸任         |
| 7            | 1992年8月  | 1996年1月  | 周世明 |                  |
| 8            | 1996年1月  | 1999年1月  | 涂其梅 |                  |
| 9            | 1999年3月  | 2000年7月  | 陳光囶 | 退休卸任         |
| 10           | 2000年7月  | 2008年6月  | 余星華 |                  |
| 11           | 2008年7月  | 2010年2月  | 孫清泉 |                  |
| 12           | 2010年3月  | 2016年12月 | 蘇素珍 |                  |
| 13           | 2017年2月  | 2023年11月 | 林明寬 |                  |
| 14           | 2023年11月 | 現任       | 鄭裕峯 |                  |

### 區政組織
大安區公所是臺北市政府在大安區的派出機關，在中華民國政府架構中為市政府綜理區政的執行機關，上級業務監督機關為臺北市政府。区长由市長任命，其任期為無任期保障。在區長、副區長及主任秘書之下，設有5課4室等9個內部單位。

### 行政區

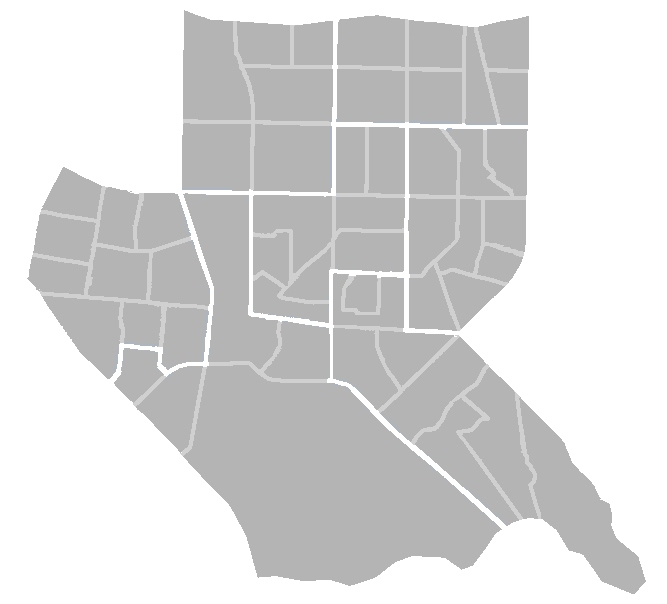
臺北市大安區次分區位置圖：新生次分區（左上）、敦南次分區（右上）、和平次分區（左中）、瑞安次分區（正中）、安和次分區（右中）、學府次分區（下中）、臥龍次分區（右下）。

現大安區轄區可分為大安、古亭、林口、頂內埔、下內埔、六張犁、車層等傳統地域名稱。其中大安可細分為十二甲、龍安坡、坡心；車層可再分為上下兩部分。
次分區為臺北市政府自2000年開始施行的輔助行政劃分，本身並非實際行政區。
| 傳統地名     | 次分區 | 里別   | 里別             | 地標                 |
| ------------ | ------ | ------ | ---------------- | -------------------- |
| 十二甲       | 新生   | 誠安里 | 昌隆里           |                      |
| 十二甲       | 新生   | 義村里 | 和安里           | 師大附中             |
| 十二甲       | 新生   | 民輝里 | 民炤里           | 臺北科技大學         |
| 十二甲       | 瑞安   | 仁慈里 | 仁慈里           | 聯合醫院仁愛院區     |
| 坡心         | 瑞安   | 仁慈里 | 仁慈里           | 聯合醫院仁愛院區     |
| 德安里       | 瑞安   |        |                  |                      |
| 龍安坡       | 瑞安   | 住安里 | 龍雲里           |                      |
| 龍安坡       | 瑞安   | 龍圖里 | 龍陣里           | 大安高工             |
| 龍安坡       | 瑞安   | 新龍里 | 龍生里           | 市立圖書館總館       |
| 龍安坡       | 和平   | 龍安里 | 龍坡里           | 台北清真寺           |
| 古亭         | 和平   | 永康里 | 福住里           | 永康商圈             |
| 古亭         | 和平   | 光明里 | 錦泰里           |                      |
| 古亭         | 和平   | 錦華里 | 錦安里           |                      |
| 古亭         | 和平   | 古莊里 | 龍泉里           | 師大、師大商圈       |
| 龍安坡       | 學府   | 龍門里 | 龍淵里           | 龍安坡黃宅濂讓居     |
| 林口         | 學府   | 古風里 | 大學里           |                      |
| 頂內埔下內埔 | 學府   | 學府里 | 學府里           | 臺大、公館商圈       |
| 頂內埔下內埔 | 臥龍   | 群英里 | 群賢里           | 成功國宅             |
| 頂內埔下內埔 | 臥龍   | 臥龍里 | 虎嘯里           | 臺北教育大學和平實小 |
| 頂內埔下內埔 | 臥龍   | 芳和里 | 黎元里           |                      |
| 六張犁       | 臥龍   | 芳和里 | 黎元里           |                      |
| 黎孝里       | 臥龍   | 黎和里 | 富陽自然生態公園 |                      |
| 下車層       | 敦南   | 華聲里 | 正聲里           | 華視媒體園區         |
| 下車層       | 敦南   | 車層里 |                  |                      |
| 坡心         | 敦南   | 建安里 | 建倫里           | 東區明曜百貨         |
| 坡心         | 敦南   | 光武里 | 仁愛里           | 東區SOGO商圈         |
| 坡心         | 安和   | 法治里 | 臨江里           |                      |
| 坡心         | 安和   | 通化里 | 通安里           | 臨江街觀光夜市       |
| 坡心         | 安和   | 全安里 | 義安里           | 遠企中心辦公大樓     |
| 坡心         | 安和   | 敦煌里 | 敦安里           | 國泰綜合醫院         |
| 上車層       | 安和   | 光信里 | 光信里           |                      |

### 立法委員
大安區立法委員選舉按中華民國現行選制，全區同屬一個立法委員選區臺北市第六選舉區，得選出一位立法委員。現任大安選區所選出的立法委員，是2024年立法委員選舉選出的中國國民黨籍羅智強。

### 其它政府與民間機構
- 中華民國國家科學及技術委員會
- 資訊工業策進會
- 國家實驗研究院
- 衛生福利部中央健康保險署
- 經濟部智慧財產局
- 經濟部中小及新創企業署
- 經濟部產業發展署
- 內政部國家公園署
- 環境部化學物質管理署
- 交通部航港局
- 交通部觀光署
- 法務部司法官學院
- 金融監督管理委員會證券期貨局
- 外交部外交及國際事務學院
- 財政部臺北國稅局大安分局
- 中華郵政：總部位於台北市大安區金山南路二段
- 中華民國保護動物協會：總部位於台北市大安區信義路四段
- 財團法人臺灣民主基金會

## 研究機構
- 財團法人資訊工業策進會

## 醫療機構
- 財團法人國泰綜合醫院總院
- 臺北市立聯合醫院仁愛院區
- 中山醫院[17]
- 書田診所[18]
- 財團法人中心診所醫院[19]
- 財團法人宏恩綜合醫院[20]
- 台北秀傳醫院[21]
- 國立臺灣大學醫學院附設癌醫中心分院[22]

## 殯葬機構
- 第一公墓
- 臺北市第二殯儀館

## 教育

### 研究機構
- 國家教育研究院（臺北院區）

### 大專院校

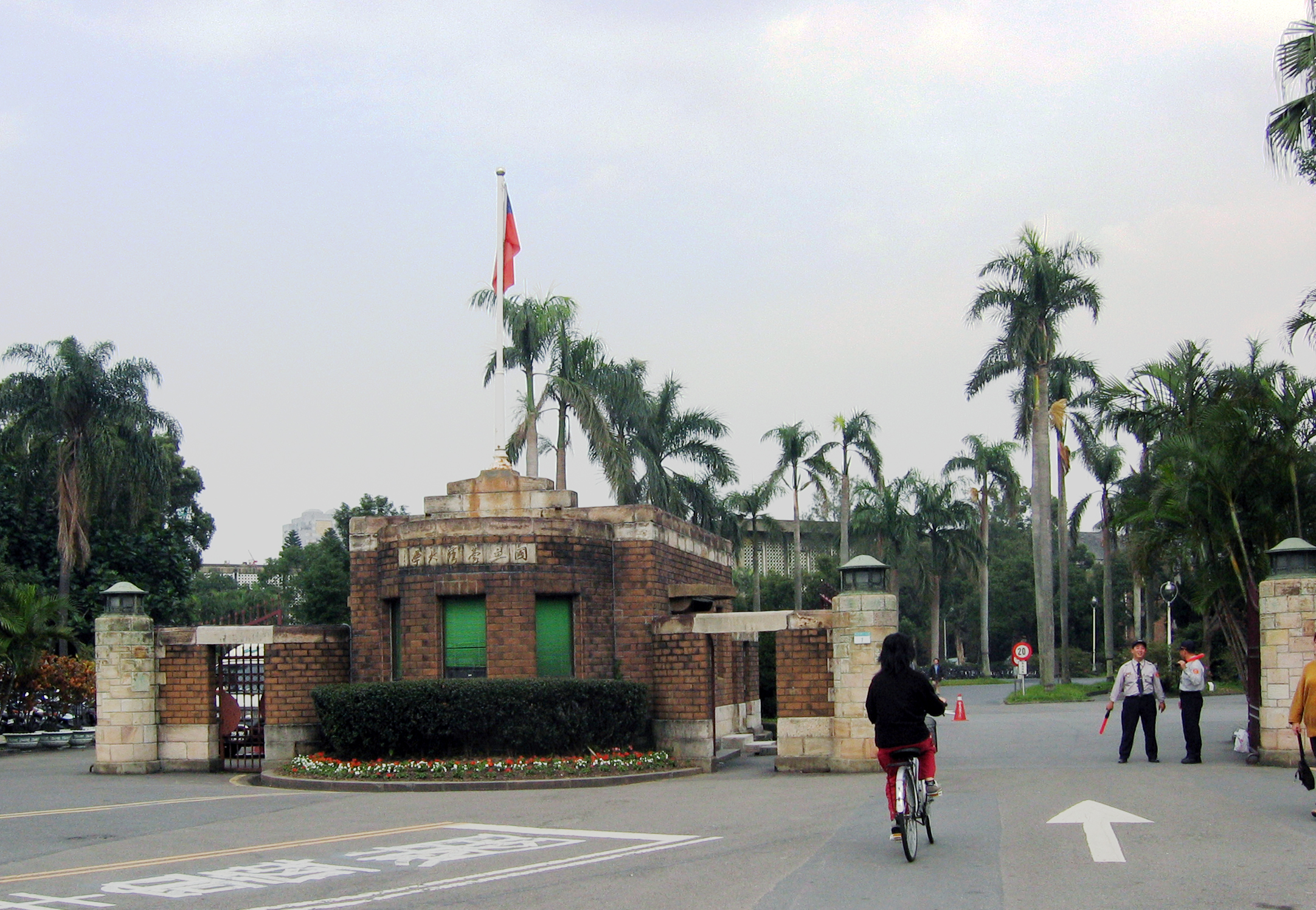
國立臺灣大學

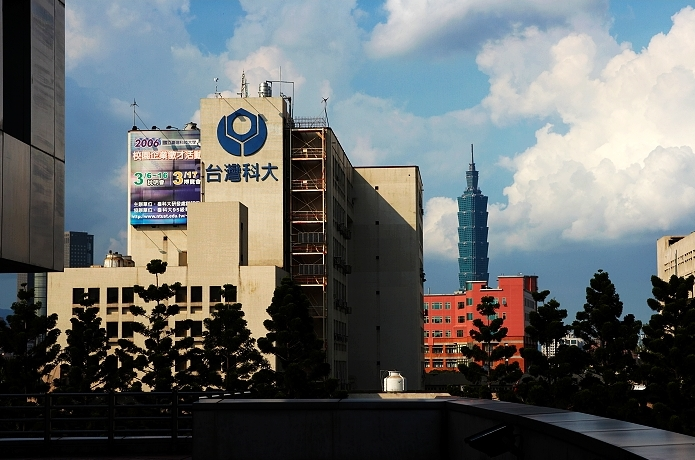
國立臺灣科技大學

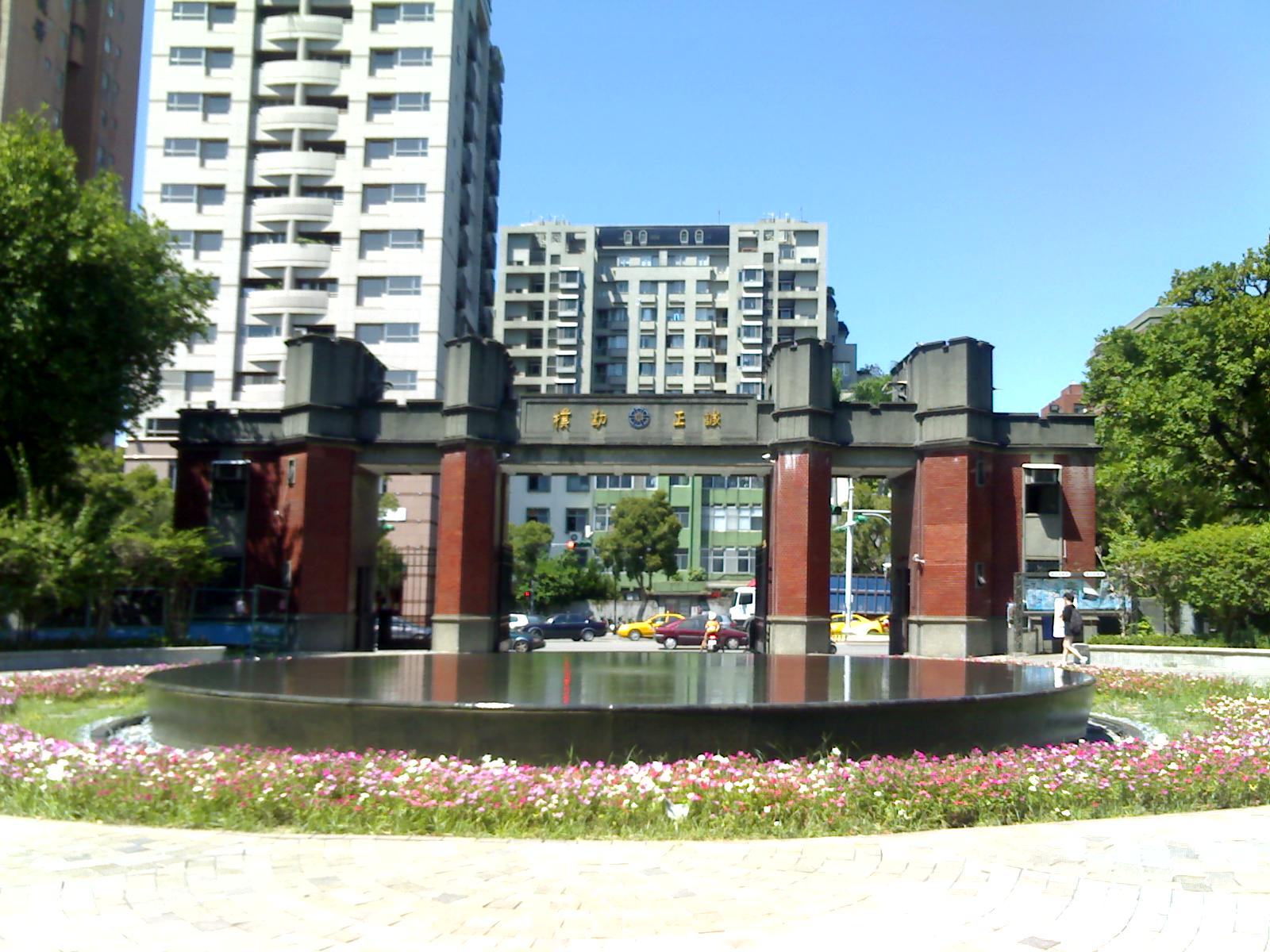
國立臺灣師範大學

- 國立臺灣大學
- 國立臺灣科技大學
- 國立臺灣師範大學
- 國立臺北教育大學
- 國立臺北科技大學
- 國立政治大學公企中心
- 國立清華大學臺北校區月涵堂
- 淡江大學臺北校區
- 中國文化大學推廣部

### 高級中等學校
- 國立臺灣師範大學附屬高級中學
- 臺北市立和平高級中學
- 臺北市芳和實驗中學高中部
- 臺北市立大安高級工業職業學校
- 臺北市私立延平高級中學
- 臺北市私立金甌女子高級中學
- 臺北市私立復興實驗高級中學
- 臺北市私立開平餐飲學校
- 臺北市私立東方高級工商職業學校
- 臺北市私立喬治高級工商職業學校

### 國民中學
- 國立臺灣師範大學附屬高級中學國中部
- 臺北市立和平高級中學國中部
- 臺北市立大安國民中學
- 臺北市立金華國民中學
- 臺北市立仁愛國民中學
- 臺北市立龍門國民中學
- 臺北市民族實驗國民中學
- 臺北市芳和實驗中學國中部
- 臺北市立懷生國民中學
- 臺北市私立延平高級中學國中部
- 臺北市私立復興實驗高級中學國中部
- 臺北市私立立人國際國民中小學國中部

### 國民小學

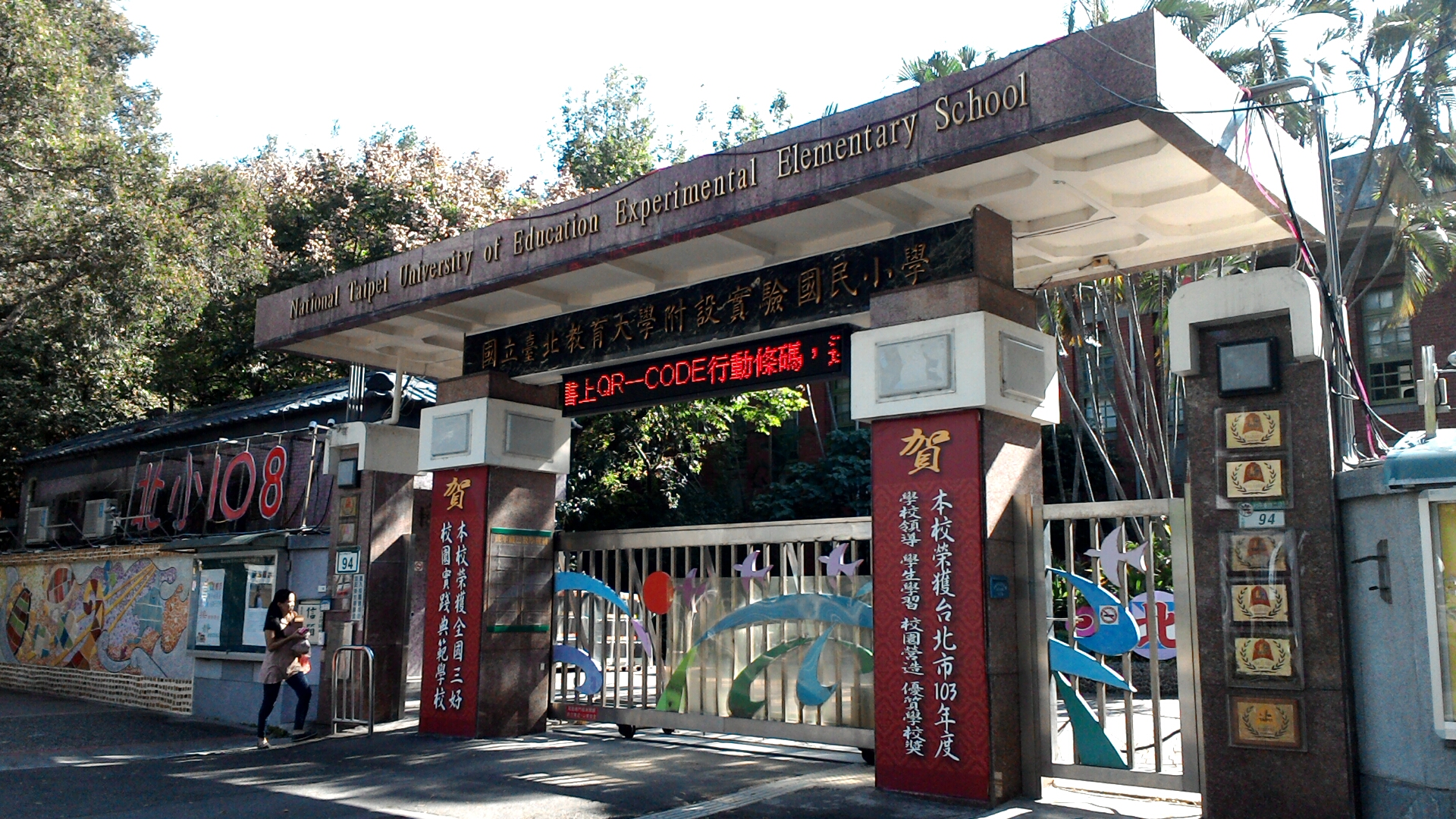
北教大附小

幸安國小

- 國立臺北教育大學附設實驗國民小學
- 臺北市大安區大安國民小學[23]
- 臺北市大安區金華國民小學
- 臺北市大安區仁愛國民小學
- 臺北市大安區龍安國民小學
- 臺北市大安區銘傳國民小學
- 臺北市大安區新生國民小學
- 臺北市大安區古亭國民小學[24]
- 臺北市大安區公館國民小學
- 臺北市大安區幸安國民小學[25]
- 臺北市大安區建安國民小學[26]
- 臺北市大安區和平實驗國民小學[27]
- 臺北市私立新民國民小學
- 臺北市私立復興實驗高級中學國小部
- 臺北市私立立人國際國民中小學小學部

### 幼兒園
- 國立臺北教育大學附設實驗國民小學附設幼兒園
- 臺北市大安區龍安國民小學附設幼兒園
- 台北市私立復興實驗高級中學國小部附設幼兒園
- 財團法人臺北市私立蒙特梭利幼兒園[28]
- 臺北市私立新民國民小學附設幼兒園[29]
- 有限責任臺北市立金華國民中學員生消費合作社附設臺北市私立員工子女幼兒園[30]
- 臺北市私立金甌女子高級中學附設臺北市私立幼兒園
- 財團法人中華民國郵政職工福利委員會附設臺北市私立員工子女幼兒園[31]
- 財團法人中國文化大學附設臺北市私立文化幼兒園[32]
- 財團法人臺北市私立立人國際國民中小學附設臺北市私立幼兒園[33]
- 財團法人天主教會台北教區附設臺北市私立曉星幼兒園[34]
- 財團法人臺灣大學校園建設基金會附設臺北市私立幼兒園[35]

### 幼稚園
- 白百合学園国際日本幼稚園
- 台北市立銘傳国民小学附属幼稚園
- 台北市立新民国民小学附属幼稚園
- 台北市立復興国民小学附属幼稚園
- 台北市立幸安国民小学附属幼稚園
- 台北市立古亭国民小学附属幼稚園
- 台北市立仁愛国民小学附属幼稚園
- 台北市立大安国民小学附属幼稚園
- 台北市立建安国民小学附属幼稚園
- 台北市立龍安国民小学附属幼稚園
- 台北市立公館国民小学附属幼稚園
- 台北市立新生国民小学附属幼稚園
- 台湾大学附属幼稚園
- 台湾師範学院附設幼稚園
- 立人小学附属幼稚園
- 聖約翰幼稚園
- 恵真幼稚園
- 衛理幼稚園
- 崇義幼稚園
- 懐恩幼稚園
- 蒙特梭利幼稚園
- 暁星幼稚園
- 威利幼稚園
- 信光幼稚園
- 長青幼稚園
- 仁和幼稚園
- 育昇幼稚園
- 光目幼稚園
- 愛楽幼稚園
- 宝血幼稚園
- 華菂幼稚園
- 育楽幼稚園
- 維格幼稚園
- 安培幼稚園
- 華欣幼稚園
- 愛英幼稚園
- 佳安幼稚園
- 四維幼稚園
- 大雅幼稚園
- 金甌女中附幼
- 陽光宝貝幼稚園
- 信望愛幼稚園

### 圖書館
- 臺北市立圖書館東區地下街智慧圖書館[36]

臺北市立圖書館總館

- 臺北市立圖書館總館FastBook全自動借書站[37]
- 臺北市立圖書館信義安和FastBook全自動借書站[38]
- 臺北市立圖書館臺北市立圖書館總館- 綜合性館藏[39]
- 臺北市立圖書館道藩分館- 中國文學[40]
- 臺北市立圖書館大安分館(含大安書閣)- 禮俗[41]
- 臺北市立圖書館延吉民眾閱覽室[42]
- 臺北市立圖書館成功民眾閱覽室[43]
- 臺北市立圖書館龍安民眾閱覽室(含龍安書閣)[44]

## 交通

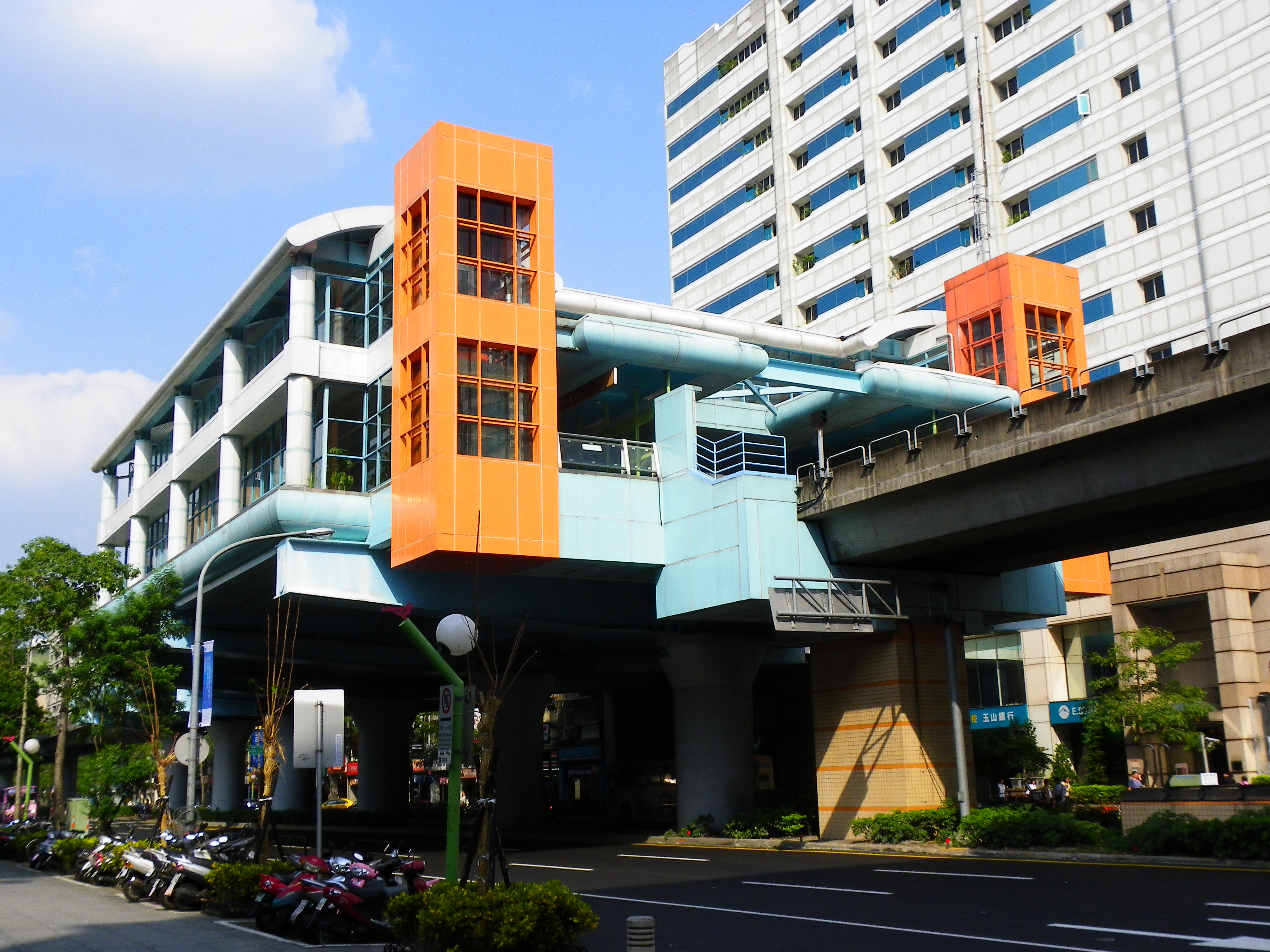
捷運科技大樓站

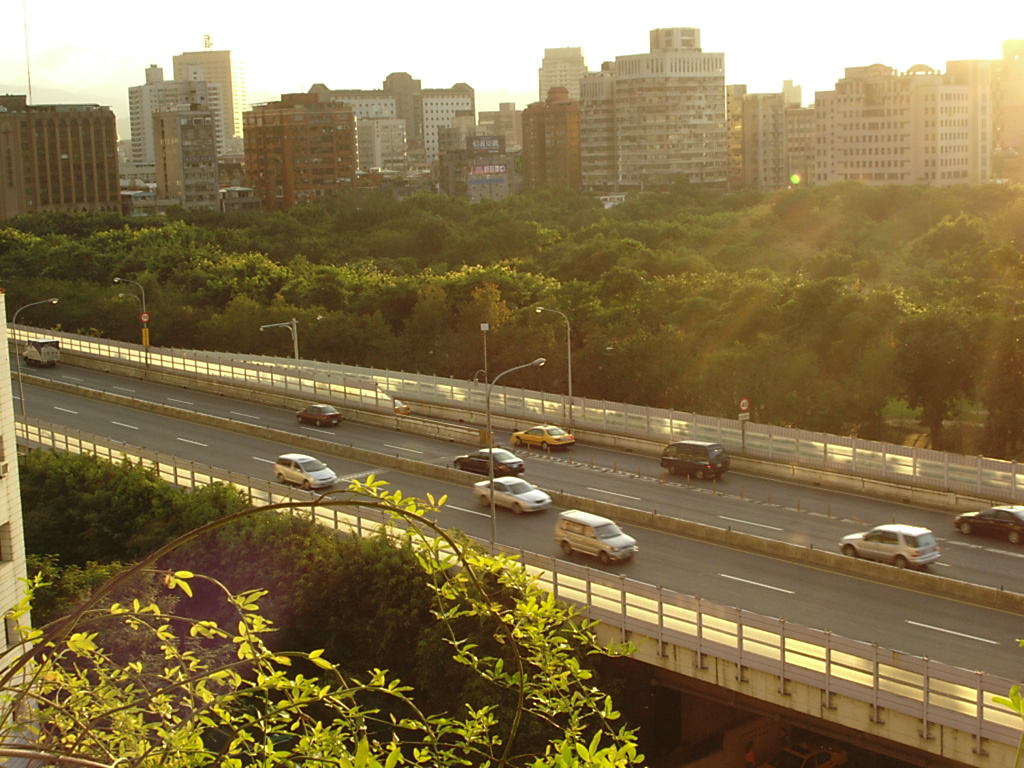
建國高架道路

### 捷運
台北捷運
- 文湖線：忠孝復興站 - 大安站 - 科技大樓站 - 六張犁站 - 麟光站
- 淡水信義線：中正紀念堂站 - 東門站 - 大安森林公園站 - 大安站 - 信義安和站
- 松山新店線：中正紀念堂站 - 古亭站 - 台電大樓站 - 公館站
- 中和新蘆線：忠孝新生站 - 東門站 - 古亭站
- 板南線：國父紀念館站 - 忠孝敦化站 - 忠孝復興站 - 忠孝新生站

### 公路
- 建國高架道路
- 基隆路高架橋
- 市民大道
- 中山高速公路
- 福爾摩沙高速公路
- 市民大道
- 忠孝東路
- 仁愛路
- 信義路
- 和平東路
- 辛亥路
- 羅斯福路
- 金山南路
- 新生南路
- 建國南路
- 復興南路
- 敦化南路
- 光復南路
- 基隆路
- 林蔭大道
- 國道三號甲線：0 台北端臺北聯絡線

## 旅遊

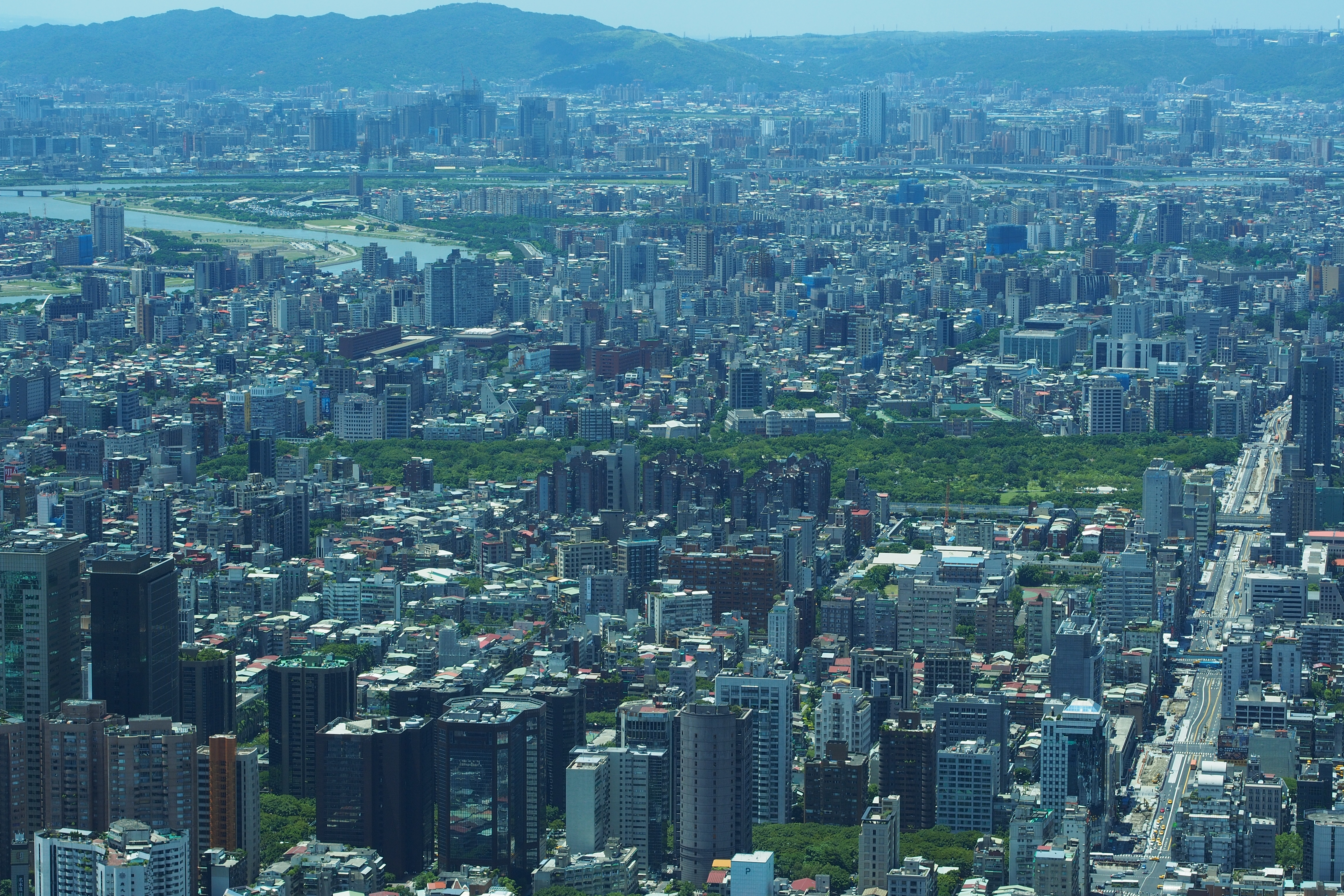
位於大安區南側的大安森林公園，為北市少有的大型綠地

### 名勝
- 永康街
- 建國假日花市
- 師大夜市
- 臨江街觀光夜市
- 瑞安街
- 建國假日玉市[45]
- 仁愛圓環
- 青田街
- 空軍總司令部舊址

### 公園綠地
- 大安森林公園
- 富陽自然生態公園
- 福州山公園
- 黎和生態公園
- 溫州公園（台電加羅林魚木）

### 古蹟
- 芳蘭大厝：直轄市定古蹟，1806年建立。[46]
- 六張犁高氏古厝(建於清代中葉)[47]
- 義芳居古厝：直轄市定古蹟，1873年建立。

義芳居古厝。

- 龍安坡黃宅濂讓居：直轄市定古蹟，1879年建立。
- 臺北監獄圍牆遺蹟：直轄市定古蹟，1910年代建立。
- 原臺北刑務所官舍：歷史建築。
- 臺北工業學校紅樓（臺北科技大學紅樓）：直轄市定古蹟，1918年建立。[48]
- 紫藤廬：直轄市定古蹟，1920年建立。
- 臺灣大學公共宿舍 (大院子)，1931年建立。
- 臺灣大學原帝大校舍（舊圖書館、行政大樓、文學院）：直轄市定古蹟，1928年建立。
- 臺灣大學校門：直轄市定古蹟，1931年建立。
- 殷海光故居：直轄市定古蹟，1945年建立。[49]
- 梁實秋故居：梁實秋於1952-1959年間任師大英語系主任時居住於此，前院麵包樹下是梁家著名聚會場所。[50]
- 臺北高等學校校舍（講堂、行政大樓、文薈廳、普字樓）：直轄市定古蹟，1929年建立。
- 總督府山林課日式宿舍群[51][52][53][54][55]
- 總督府工業研究所[56]

## 宗教場所
- 臺北清真寺：1958年建立，為直轄市定古蹟。
- 台北火聖廟：位於光信里，主祀火德星君，是臺北市政府消防局人員的信仰中心，1827年建立。
- 下內埔福安宮：位於臥龍街61號，主祀福德正神，建於清末。
- 車層景福宮：位於延吉街77號，主祀福德正神，1926年
- 福景宮：位於光復南路，主祀福德正神，興建於1921年。
- 福興宮：位於延吉街，主祀福德正神，興建於1951年。
- 台大伯公亭：國立臺灣大學校地內的土地廟。
- 大安聖母宮：主祀天上聖母，位於大安區和平東路二段96巷7號之3，龍側另有年代久遠的福安宮、必應堂。
- 通化福德宮：位於通化夜市附近的廟中廟。
- 眾恩祠：位於敦煌里、國泰綜合醫院仁愛院區停車場旁的石頭公廟。
- 台北市圓通學苑：位於潮州街，供奉南無本師釋迦牟尼佛，興建於1929年，本為日治時期的曹洞宗南門布教所。
- 法鼓山安和分院 （页面存档备份，存于）：位於臺灣臺北市大安區安和路一段29號10樓，成立於1994年，在舉辦各種佛法弘化與禪修禪藝等課程後，現今為在都市之中一處難得的清淨道場。
- 三山善社

## 媒體
- 中華電視公司：隸屬臺灣公廣集團，簡稱「華視」，總部所在之車層華聲里以此為名
- 壹拾壹體育網台灣分公司：位於華視光復大樓內，英國體育頻道集團
- 光啟文教視聽節目服務社：天主教大眾傳播機構，簡稱「光啟社」

## 知名企業與團體
- 國泰金融控股公司：總部位於台北市大安區仁愛路四段。
- 台北富邦商業銀行: 總部位於台北市大安區仁愛路四段。
- 永慶房產集團：總部位於台北市大安區敦化南路二段。
- 五南圖書出版股份有限公司：總部位於台北市大安區和平東路二段。
- 遠東集團 (臺灣)：總部位於台北市大安區敦化南路二段。
- 趨勢科技：總部位於台北市大安區敦化南路二段。
- 太平洋崇光百貨股份有限公司(SOGO)：總部位於台北市大安區忠孝東路四段。
- 臺灣阿斯特捷利康股份有限公司：台灣總部位於台北市大安區敦化南路二段。
- 德恩奈國際股份有限公司：總部位於台北市大安區信義路四段。[57]
- 台灣基督長老教會：總會位於台北市大安區羅斯福路三段。
- 遠傳電信股份有限公司：臺灣第三大電信業者，總部位於台北市大安區敦化南路二段。
- 網路家庭國際資訊股份有限公司：總部位於台北市大安區敦化南路二段。
- 黑松公司：總部位於信義路四段
- 友信行股份有限公司：總部位於台北市大安區敦化南路二段。[58]

## 外部連結
- 臺北市大安區公所（繁體中文）（页面存档备份，存于）